# 布克·T

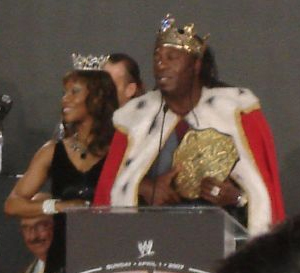
Booker T與世界重量級冠軍腰帶（2013年）

Booker T（1965年3月1日—），中譯布克T，本名布克·堤歐·霍夫曼（英語：Booker Tio Huffman），是美國職業摔角手，曾經擔任世界摔角娛樂旗下摔角節目SmackDown總經理，曾經效力於Total Nonstop Action Wrestling（TNA），他也是職業摔角聯盟（PWAW）的創辦人。其職業生涯最出名的時期是在世界冠軍摔角（WCW）與世界摔角娛樂（WWE）效力時。
他的職業生涯目前為止，已獲得6次世界重量級冠軍腰帶（5次WCW與1次WWE）。因為世界冠軍摔角已被世界摔角娛樂收購，所以在世界冠軍摔角與世界摔角娛樂都擁有過世界重量級冠軍頭銜的摔角手只有他與Bill Goldberg、克里斯·班瓦三人。此外他也是2006年世界摔角娛樂的擂台之王贏家，第6個世界摔角娛樂的三冠王，第8位獲得大滿貫頭銜的摔角手。
他也曾與他的哥哥Lane Huffman組成雙打隊伍Harlem Heat，並獲得10次WCW世界雙打冠軍。這也讓他成為世界雙打冠軍的代名詞，他總共在世界冠軍摔角與世界摔角娛樂中獲得14次世界雙打冠軍。

## 著名口號
- 「Can you dig it,Sucker?」（進場時）
- 「Tell me you just didn t say that！」
- 「Damn skippy hippy」
- 「5 time,5 time ... WCW Champion"“suckaaaaaaaa~~」
- dont hate the player hate the game

## 外部連結
- 官方網站 （页面存档备份，存于）
- TNA 官方檔案
- Booker T的MySpace主頁
- 布克·T在互联网电影资料库（IMDb）上的資料（英文）